# Бенирс, Мэтти
Мэттью Бенирс (англ. Matthew Beniers; род. 5 ноября 2002, Хингем, Массачусетс) — американский хоккеист, центральный нападающий клуба НХЛ «Сиэтл Кракен». Обладатель Колдер Трофи 2023. Чемпион мира 2025 года.

## Карьера
Юношескую карьеру провёл в лигах USHL и B1G за команды Юниорской сборной США и «Мичиган Вулверинс»  соответственно. В своём первом сезоне в лиге B1G он вошёл в символическую сборную среди новичков, а также в символическую сборную лиги среди новичков по версии сайта College Hockey News. Во втором сезоне в B1G Мэтти стал самым результативным игроком команды Университета Мичигана и был включён в первую символическую сборную лиги, а также стал финалистом на звание лучшего игрока лиги.
В преддверии драфта НХЛ 2021 года Бенирс являлся одним из фаворитов на выбор под 1-м номером, но в итоге был выбран под общим 2-м номером новым клубом «Сиэтл Кракен», тем самым он стал первым в истории «Кракен» игроком, выбранным на драфте. 10 апреля 2022 года Мэтти подписал с «Сиэтлом» трёхлетний контракт новичка.
Дебют Мэтти в НХЛ состоялся 12 апреля 2022 года, спустя 2 дня после подписания контракта с «Сиэтлом», в матче против «Калгари Флэймз». В первом же своем матче в НХЛ Бенирс набрал результативный балл, отдав голевую передачу. Свой первый гол в карьере НХЛ он забил 16 апреля 2022 года в матче против «Нью-Джерси Девилз». Сезон 2021/22 Бенирс закончил с 12 очками в 10 играх. Благодаря своей игре по ходу сезона 2022/23 Мэтти был вызван на матч всех звёзд НХЛ 2023 года, но не смог принять в нем участие из-за травмы. По итогам первого полноценного сезона в НХЛ он получил Колдер Трофи, приз, который вручается лучшему новичку сезона.
В 2025 году Бенирс был вызван и играл за основную сборную США на Чемпионате мира 2025, на котором сборная США выиграла золото.